# Кратц, Кауко Оттович

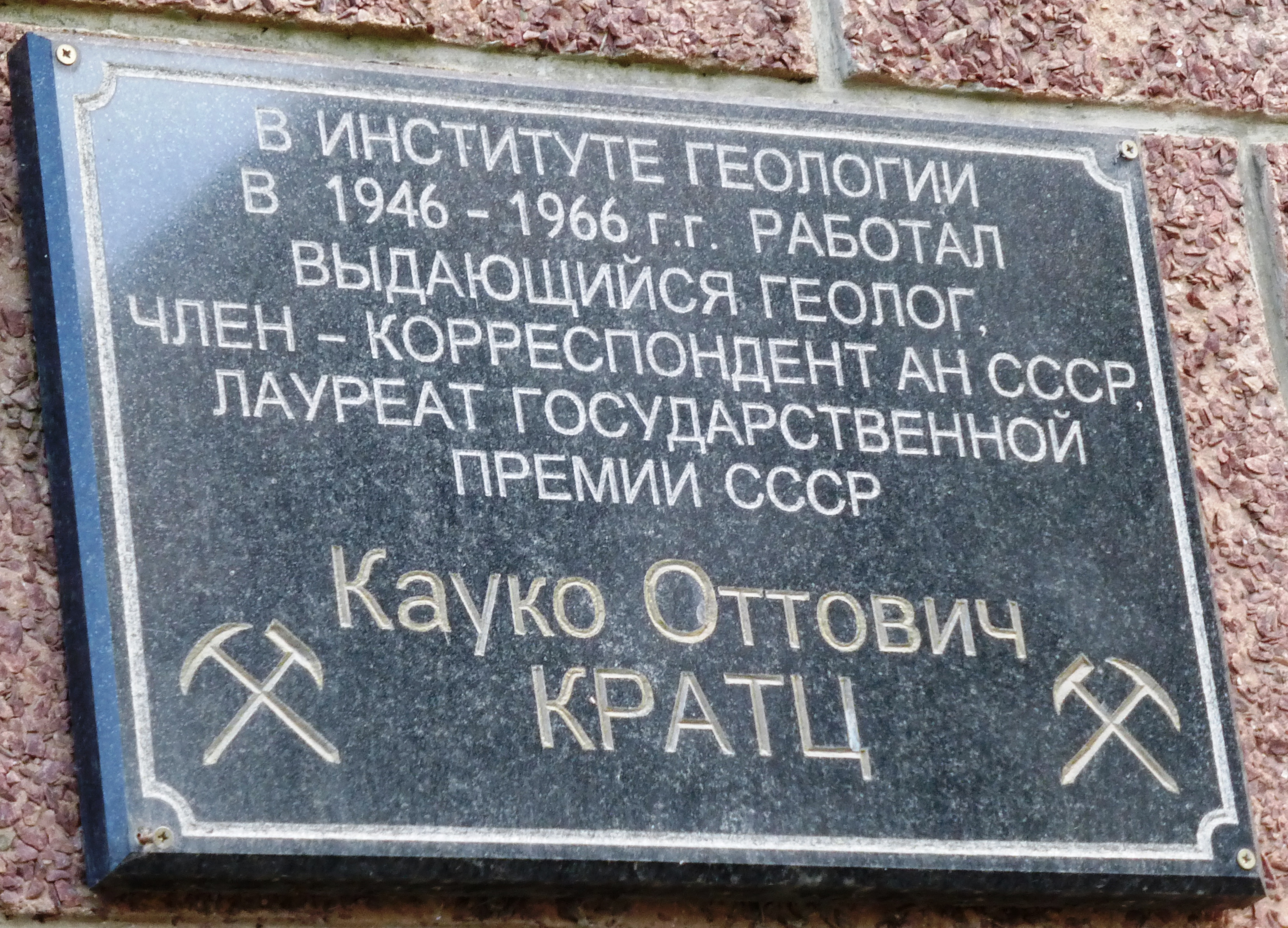
Мемориальная доска на здании Карельского научного центра РАН в Петрозаводске на ул. Пушкинской

Ка́уко О́ттович Кратц (1914—1983) — советский учёный-геолог, докембрист, заслуженный деятель науки Карельской АССР (1964), член-корреспондент АН СССР (1968), лауреат Государственной премии СССР (1985, посмертно).

## Биография
Родился в семье рабочего-плотника, эмигрировавшего в 1906 году в Канаду из княжества Финляндского Российской империи. Окончил горно-техническое училище в Садбери.
В 1932 году семья переехала в СССР, в Петрозаводск. Преподавал в Петрозаводском строительном техникуме, работал конструктором на авторемонтном заводе.
В 1939 году окончил с отличием биолого-почвенный факультет Ленинградского государственного университета по специальности «геохимия». В 1939—1946 годах работал геологом, начальником партии Ленинградского геологического треста в экспедициях на Кольском полуострове, в Восточной Сибири.
С 1946 года — младший научный сотрудник сектора геологии Карело-Финской научно-исследовательской базы АН СССР. В 1949—1958 годах преподавал в Петрозаводском государственном университете, читал курсы по общей петрографии и физико-химическим основам петрографии.
В 1950 году защитил кандидатскую диссертацию на тему «Иотнийские диабазовые интрузии Карелии и их железорудное оруденение» в аспирантуре по кафедре петрографии Ленинградского государственного университета. В 1962 году защитил в Ленинградском государственном университете докторскую диссертацию на тему «Геология карелид Карелии», доктор геолого-минералогических наук.
В 1962—1966 годах — директор Института геологии Карельского научного центра РАН.
В 1967 году назначен директором Института геологии и геохронологии докембрия РАН в Ленинграде.
В 1968 году избран членом-корреспондентом АН СССР по специальности «минералогия и петрография».
Похоронен на Сулажгорском кладбище Петрозаводске.
В 1985 году, посмертно, в составе коллектива был награждён Государственной премией СССР в области науки и техники за вклад в освоение Костомукшского железорудного месторождения.

## Научные труды
Опубликовал более 250 научных работ. Некоторые из них:
- Карелия и Кольский полуостров // Геологическое строение СССР. — М., 1958
- Геология карелид Карелии. — М.-Л., 1963.
- Тектоническое строение островов Советской Арктики // Геология СССР. — М., 1970
- Глубинная структура земной коры Балтийского щита. — Л., 1973 (в соавторстве)
- Геохронологические исследования метаморфических процессов: На примере Печенгского комплекса // Вопросы метаморфизма докембрия. — Апатиты, 1980 (в соавторстве).
- Геология и геохронология докембрия. — Л., 1989.

## Память
- С 1985 года поочередно в геологических академических институтах Санкт-Петербурга, Петрозаводска и Апатит проходит ежегодная научная конференция молодых геологов, посвящённая памяти К. О. Кратца[2].
- На здании Института геологии Карельского научного центра РАН в Петрозаводске в 2004 году установлена мемориальная доска.
- Осенью 2014 года в стенах Института геологии и геохронологии докембрия РАН установлена мемориальная доска.